# Somerton (Somerset)
Somerton ist eine Stadt und ein Civil parish in der Grafschaft Somerset, England. Somerton ist 25,3 km von Taunton entfernt. Im Jahr 2011 hatte sie 4697 Einwohner. Somerton wurde 1086 im Domesday Book als Sumer/Summertone/Sumertona erwähnt.